# Gle Kuta
Gle Kuta är en kulle i Indonesien.   Den ligger i provinsen Aceh, i den västra delen av landet, 1 700 km nordväst om huvudstaden Jakarta. Toppen på Gle Kuta är 122 meter över havet.
Terrängen runt Gle Kuta är platt åt nordväst, men åt sydost är den kuperad. Terrängen runt Gle Kuta sluttar norrut.Runt Gle Kuta är det ganska tätbefolkat, med 116 invånare per kvadratkilometer. I omgivningarna runt Gle Kuta växer i huvudsak städsegrön lövskog.